# Rachel Boston
Rachel Elizabeth Boston (født 9. maj 1982) er en amerikansk skuespiller og producer. Hun er bedst kendt for sin rolle som Beth Mason i American Dreams (2002-2005).